# كشمش ذعاق
الكِشْمِش الذُّعَاق أو الكِشْمِش المُرّ نوع نباتي يتبع جنس الكشمش والفصيلة الكشمشية، اسمه العلمي Ribes amarum. وهو يكثر بكاليفورنيا بالولايات المتحدة الأمريكية. ثماره أرجوانية مأكولة، كُرَوِيَّة الشكل يبلغ قطرها من 15 إلى 20 مم.